# Ньето Агилар, Хуан Хосе
Хуан Хосе Ньето Агилар, 2-й маркиз де Монсалуд (исп. Juan José Nieto Aguilar; 17 апреля 1769, Альмендралехо, Эстремадура — 28 февраля 1851, Альмендралехо, Эстремадура) — испанский военачальник, генерал-капитан (фельдмаршал; 1843). Известен тем, что во время Наполеоновского вторжения в Испанию активно участвовал в организации Сопротивления французам в провинции Эстремадура.

## Биография
Родился в 1769 году в Альмендралехо поблизости от Бадахоса (Эстремадура) в богатой аристократической семье. Его отец, Хуан Хосе Ньето Домонте, получил от испанского короля титул маркиза де Монсалуд. Семья проживала в собственном доме в центре Альмендралехо (ныне это здание, известное, как дворец Монсалуд, занимает городская ратуша). 

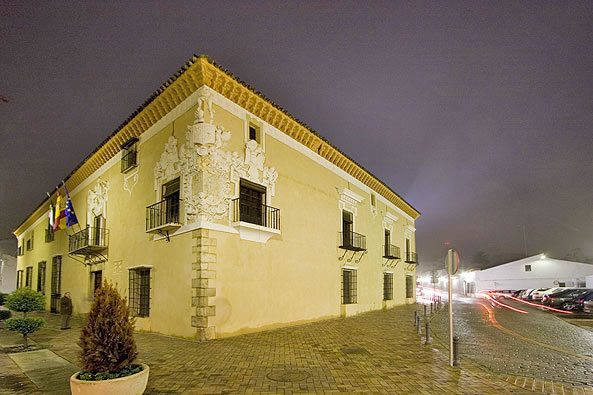
Дворец Монсалуд в Альмендралехо в наши дни.

Первоначально Ньето не планировал связывать свою жизнь с военной службой. Однако, он был так впечатлён событиями Французской революции (в негативном смысле) что предложил испанскому королю на собственные средства сформировать кавалерийский полк для войны против революционной Франции. Это предложение было с радостью принято. К весне 1793 года Ньето действительно удалось сформировать кавалерийский полк из трёх эскадронов, который получил название Карабинерного полка королевы Марии-Луизы. После этого полк был отправлен на Пиренеи, где активно участвовал в боевых действиях, которые для Испании шли с переменным успехом, вплоть до заключения Базельского мира. Когда началась Испано-португальская война (1801), позднее получившая ироничное название «Апельсиновой», карабинерский полк Ньето непосредственно из родной Эстремадуры наступал на территорию прилегающей к ней португальской провинции Алентежу.

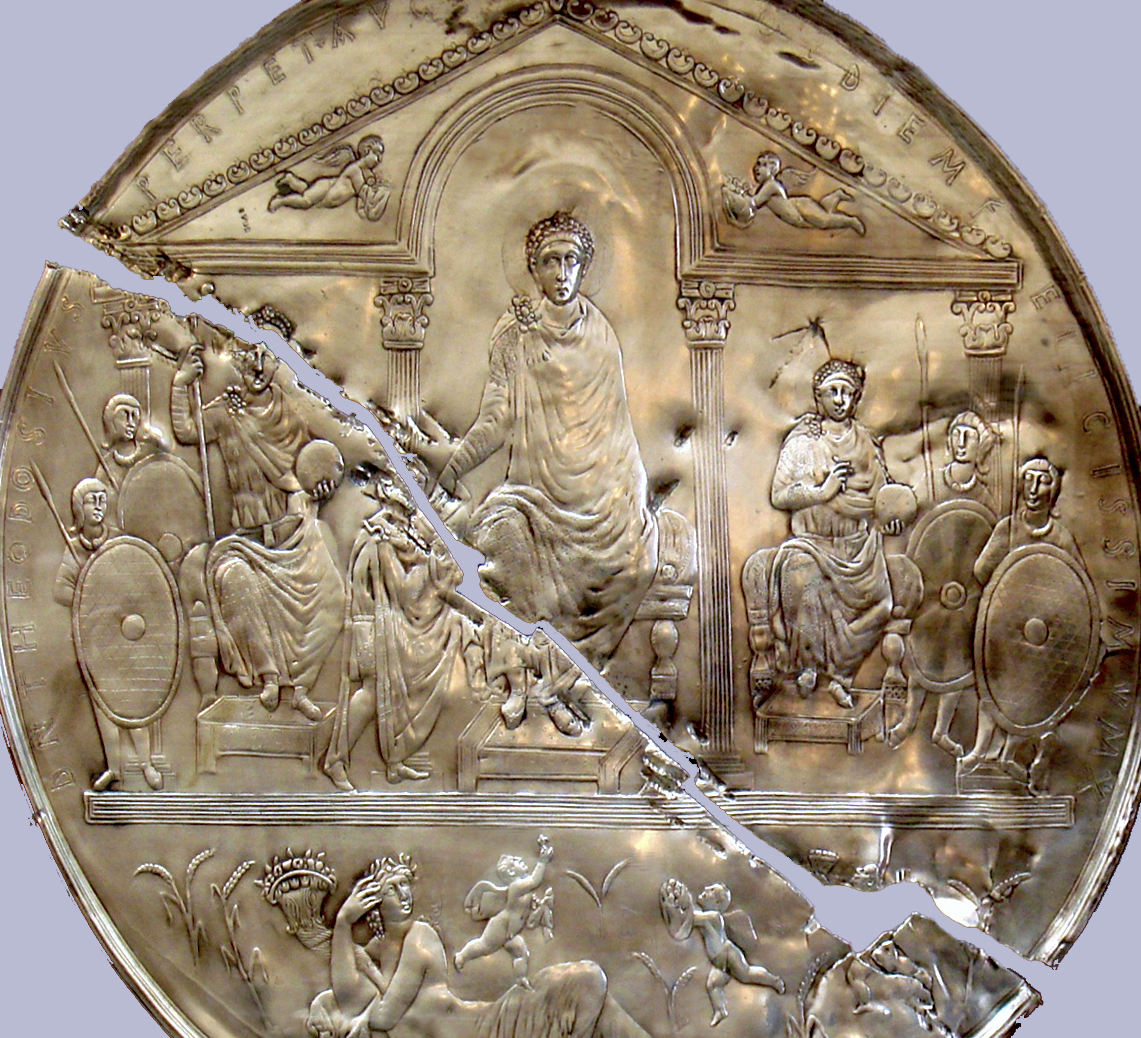
Миссорий Феодосия I (точная копия для экспонирования на выставках; оригинал, в связи с высокой ценностью, не экспонируется)

После вторжения наполеоновских войн в Испанию, Ньето принял активное участие в борьбе против французов. В провинциях испанцами формировались Верховные хунты для координации герильи. Одной из них стала Верховная хунта Эстремадуры, которой Ньето немедленно предложил свои услуги, и которая произвела его в генеральский чин. Со временем Ньето стал одним из ключевых лидеров герильясов Эстремадуры. Однако испанское население провинции в те дни страдало не только от французов, но и от их противников-англичан. Так, после того, как в 1812 году войска герцога Веллингтона, союзные испанцам, наступая из Португалии, взяли Бадахос, они предали город жесткому разграблению. Помощь пострадавшим в Бадахосе Ньета осуществлял на собственные средства. 
После окончания Пиренейской войны, маркиз де Монсалуд в 1814—1823 годах находился на придворной службе в Мадриде. Однако затем он был вынужден удалиться вместе с семьёй в родной Альмендралехо, испытав на себе немилость короля, связанную с его деятельностью в период Либерального трёхлетия. Некоторое время Ньето даже находился в тюрьме, был лишён званий и наград, что расценил как крайнее оскорбление. В родном городе Ньето активно занимался благотворительностью. В 1847 году именно Ньето стал первым обладателем найденной поблизости от города реликвии — миссория Феодосия I, который он затем продал Королевской академией истории за 27 200 реалов.
В дальнейшем испанская корона неоднократно предпринимала попытки извиниться перед Ньето: ему были возвращены его чины и награды, он был назначен генерал-губернатором Эстремадуры (1831), а затем сенатором от Бадахоса (1837), однако, отклонил первое назначение и проигнорировал второе, продолжив проживать в своём родном городе. Несмотря на это, в 1843 году он был произведён в генерал-капитаны (фельдмаршалы).
Ньето был женат на Марии де ла Консепсьон Солано, дочери генерал-капитана флота Хосе Солано. Их знакомство состоялось в 1797 году в Мадриде, тогда как свадьба — в 1800 году в Кадисе.
Скончался в Альмендралехо в 1851 году.